# Jerzy Rossudowski
Jerzy Rossudowski (ur. 9 grudnia 1914 w Pociejkach, zm. 2 września 1944 w Warszawie) – polski koszykarz, reprezentant Polski. Medalista mistrzostw Europy.
Zawodnik Polonii Warszawa, z którą zdobył wicemistrzostwo Polski w 1939 r. oraz czwarte miejsce w 1938 r.
W reprezentacji Polski w koszykówce zadebiutował w 1939 r. na ME, zdobywając z drużyną brązowy medal. Wystąpił we wszystkich spotkaniach, zdobył 1 punkt. Były to jego jedyne mecze reprezentacyjne.
Przed II wojną światową studiował na Politechnice Warszawskiej. Uczestnik wojny obronnej 1939 r., jako ochotnik. Członek AK, walczył w powstaniu warszawskim, w Zgrupowaniu Pułku Baszta. Zginął 2 września 1944 na Mokotowie.

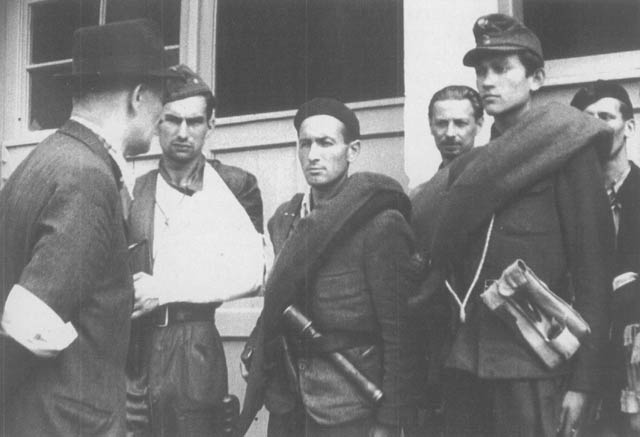
Dowódca pułku „Baszta” podpułkownik Stanisław Kamiński ps. „Daniel”, dokonuje przeglądu kompanii „Krawiec” przed domem na ulicy Puławskiej 134. Kompania „Krawiec” właśnie przebiła się z Lasów Kabackich przez Wilanów na Mokotów przynosząc broń. Od Lewej stoją: „Daniel”, podporucznik Henryk Maciejewski „Lech” (z ręką na temblaku), Jerzy Rossudowski „Stary” (w głębi), Kazimierz Pyrka „Andrzej” (z granatem za pasem) i podchorąży Ksawery Frank „Kejstun” (w czapce z daszkiem).